# 알라이얀

알라이얀의 위치

알라이얀(영어: Al Rayyan, 아랍어: الريان)은 카타르의 지방 자치체로 면적은 893km2, 인구는 272,860명(2004년 기준)이다.
도하의 위성도시 중 하나로, 도하 서쪽에 있다. 북동쪽으로는 움살랄, 동쪽으로는 도하, 남쪽으로는 알와크라, 남서쪽으로는 자리얀알바트나, 북서쪽으로는 알주말리야와 접한다.

## 인구
| 연도                 | 인구    | ±%     |
| -------------------- | ------- | ------ |
| 1986                 | 91,996  | —      |
| 1997C                | 169,774 | +84.5% |
| 2004C                | 272,860 | +60.7% |
| 2010C                | 392,661 | +43.9% |
| 2015C                | 605,712 | +54.3% |
| c-census; e-estimate |         |        |

## 스포츠
- 알라이얀 SC